# Grete Havnesköld
Grete Sofia Havnesköld (* 10. März 1986 in Stockholm) ist eine schwedische Schauspielerin.

## Leben
Grete Havnesköld begann ihre junge Karriere mit der Rolle der Lotta in dem Kinderfilm Lotta aus der Krachmacherstraße im Jahr 1992 sowie der gleichnamigen Fernsehserie. Der Film wie die Serie zeigen die typischen alltäglichen Geschichten der zu Beginn 4-jährigen Lotta, die Geschichte spielt in den 1950er Jahren in einem kleinen Dorf in Schweden.
Es wird die noch heile Welt von damals in einer Geschichte rund um die kleine Lotta gezeigt. Der Film wie die Serie basieren auf dem gleichnamigen Buch von Astrid Lindgren. Es folgte der zweite Teil im Jahr 1993 mit dem Titel Lotta zieht um. Auch hier werden wieder die kleinen Lebensfreuden eines Kindes in einer Geschichte verpackt. Die Abenteuer, die Lotta erlebt, sind typisch für kleine Mädchen. Wer will nicht so groß sein wie seine Geschwister? Und warum muss man immer genau das spielen, was die großen Geschwister wollen?
Im Jahr 1997 spielte Havnesköld die Rolle der Selma in dem Film Selma & Johanna. Dieses Roadmovie zeigt mit den Augen von Kindern, dass sie weit mehr verstehen und können als so mancher Erwachsener einsehen möchte.
In dem Film Frostbite aus dem Jahr 2006, einem Mix aus Horror und Komödie, spielt Havnesköld Saga, die Tochter einer Krankenschwester. Im Ganzen erzählt der Film eine typische Vampirgeschichte.
Der bisher letzte Film von Grete Havnesköld ist Prinsessa.
Im Jahr 2005 besuchte sie das Wendela Hebbe Gymnasium in Södertälje und im Anschluss im Jahr 2007 die Theaterschule in Stockholm.

## Filmografie (Auswahl)
- 1992: Lotta aus der Krachmacherstraße (Lotta på Bråkmakargatan)
- 1993: Lotta zieht um (Lotta 2 – Lotta flyttar hemifrån)
- 1997: Selma und Johanna (Selma & Johanna – en roadmovie)
- 2006: Frostbiten
- 2009: Prinsessa
- 2010: Mankells Wallander: Todesengel (Dödsängel, Fernsehfilm)

## Serie
- 1992: Lotta aus der Krachmacherstraße (Fernsehserie)